# Reliktno jezero
Reliktno jezero je tip tektonskoga jezera koje predstavlja ostatak nekadašnjeg mora ili oceana. Nastalo je izdizanjem zemljišta u predijelu tjesnaca i zaljeva, čime je došlo do odvajanja vodene mase od Svjetskoga oceana i formiranja jezera. Takva su Kasipijsko i Aralsko jezero, ostatci nekadašnjega Tetisa, kao i Vegoritida (Ostrovsko jezero) i Himaditida (Rudničko ili Vrapčinsko jezero) u Egejskoj Makedoniji, ostatci nekadašnjega velikog Egejskoga mora.